# Aporia nutans
Aporia nutans är en fjärilsart som först beskrevs av Charles Oberthür 1892.  Aporia nutans ingår i släktet Aporia och familjen vitfjärilar. Inga underarter finns listade i Catalogue of Life.